# Хосеба Ечеберрія
Хосеба Ечеберрія (ісп. Joseba Etxeberria; нар. 5 вересня 1977, Ельгойбар) — іспанський футболіст, півзахисник, фланговий півзахисник, згодом тренер.
Насамперед відомий виступами за «Атлетік Більбао» та національну збірну Іспанії.

## Клубна кар'єра
Вихованець футбольної школи клубів «Депортіво Ельгойбар» та «Реал Сосьєдад».
У дорослому футболі дебютував 1993 року виступами за «Реал Сосьєдад Б», в якому провів два сезони, взявши участь у 29 матчах чемпіонату.
Своєю грою за дубль привернув увагу представників тренерського штабу основного складу клубу «Реал Сосьєдад», до складу якого увійшов 1994 року. Відіграв за клуб із Сан-Себастьяна наступний сезон своєї ігрової кар'єри, після чого перейшов до клубу «Атлетік Більбао», за команду якого виступав до завершення ігрової кар'єри протягом 1995—2010 років.

## Виступи за збірні
Протягом 1995–1997 років залучався до складу молодіжної збірної Іспанії. На молодіжному рівні зіграв у 9 офіційних матчах, забив 7 голів.
1997 року дебютував в офіційних матчах у складі національної збірної Іспанії. Протягом кар'єри у національній команді, яка тривала 8 років, провів у формі головної команди країни 53 матчі, забивши 12 голів.
У складі збірної був учасником чемпіонату світу 1998 року у Франції, чемпіонату Європи 2000 року у Бельгії та Нідерландах та чемпіонату Європи 2004 року у Португалії.